# Идзано
Идза́но, Ицано (итал. Izano) — коммуна в Италии, располагается в регионе Ломбардия, подчиняется административному центру Кремона.
Население составляет 1915 человек, плотность населения составляет 281 чел./км². Занимает площадь 6 км². Почтовый индекс — 26010. Телефонный код — 0373.
Покровителем коммуны почитается священномученик Власий Севастийский, празднование 3 февраля.